# Ceselli
Ceselli è una frazione del comune di Scheggino, in provincia di Perugia, situata a 3 km dal capoluogo e ad un'altitudine di 317 m s.l.m..
Secondo i dati del censimento del 2001, gli abitanti sono 127.
Già comune autonomo, fu accorpato nel 1875 dall'attuale comune.